# Talsperre Santa Eugenia
Die Talsperre Santa Eugenia (bzw. Talsperre Santa Uxía) (spanisch Presa de Santa Eugenia bzw. Presa de Santa Uxía) ist eine Talsperre mit daran angeschlossenen Wasserkraftwerken in der Gemeinde Dumbría, Provinz A Coruña, Spanien. Sie staut den Jallas zu einem Stausee auf. Die Talsperre dient der Stromerzeugung. Sie wurde 1988 fertiggestellt. Die Talsperre ist im Besitz von Carburos Metálicos.

## Absperrbauwerk
Das Absperrbauwerk ist eine Gewichtsstaumauer aus Walzbeton mit einer Höhe von 80 (bzw. 83 85 oder 87) m über der Gründungssohle. Die Mauerkrone liegt auf einer Höhe von 201,5 (bzw. 202) m über dem Meeresspiegel. Die Länge der Mauerkrone beträgt 280 (bzw. 288 oder 304) m. Das Volumen der Staumauer beträgt 222.000 (bzw. 225.000) m³.
Die Staumauer verfügt über eine Hochwasserentlastung, über die maximal 711 m³/s abgeleitet werden können. Das Bemessungshochwasser liegt bei 816 m³/s.

## Stausee
Beim normalen Stauziel von 198 m erstreckt sich der Stausee über eine Fläche von rund 0,68 km² und fasst 14 (bzw. 18) Mio. m³ Wasser; davon können 11 Mio. m³ genutzt werden.

## Kraftwerke
An die Talsperre sind zwei Kraftwerke angeschlossen. Sie sind im Besitz von Xallas Electricidad y Aleaciones, S.A.U. (XEAL) und werden auch von XEAL betrieben. Die installierte Leistung der Kraftwerke beträgt ungefähr 108 MW.

### Kraftwerk Novo Pindo
Das Kraftwerk ging 2004 in Betrieb; die installierte Leistung wird mit 9,751 (bzw. 10,25) MW angegeben. Es ist eine Francis-Turbine mit horizontaler Welle installiert. Die Turbine leistet 10,25 MW und der zugehörige Generator 11,1 MVA. Die Nenndrehzahl der Turbine liegt bei 600 Umdrehungen pro Minute. Die Nennspannung des Generators beträgt 6 kV.
Die Fallhöhe beträgt 198,8 m, der Durchfluss liegt bei 5 m³/s.

### Kraftwerk Santa Eugenia (Santa Uxía)
Von der Talsperre führt ein Tunnel und daran anschließend zwei Druckrohrleitungen zum Kraftwerk (⊙), das sich ca. einen Kilometer von der Talsperre entfernt an der Küste befindet.
Das Kraftwerk ging 1990 in Betrieb; die installierte Leistung liegt bei 98,144 MW und die durchschnittliche Jahreserzeugung bei 220,8 Mio. kWh. Es sind zwei Francis-Turbinen installiert, die von Andritz geliefert wurden. Jede der Turbinen leistet 49,072 MW und der zugehörige Generator 55 MVA.
Die Fallhöhe beträgt 202,63 m.